# Djavan ao Vivo
Djavan ao Vivo é o primeiro álbum ao vivo do cantor brasileiro Djavan, lançado em 23 de novembro de 1999. É um álbum duplo gravado ao vivo no Teatro João Caetano, no Rio de Janeiro, em julho de 1999, em comemoração aos 25 anos de carreira de Djavan. O álbum inclui duas canções inéditas: "Acelerou" e "Um Amor Puro", que tornaram-se sucessos nas rádios brasileiras. No dia 11 de fevereiro de 2014, o álbum foi disponibilizado no iTunes. Aclamado pela crítica, o álbum também foi um sucesso de vendas, rendando ao cantor seu primeiro disco de diamante, além de ter recebido três Prêmios Multishow, incluindo Melhor CD, Melhor Show e Melhor Cantor.

## Recepção

### Crítica
| Críticas profissionais | Críticas profissionais |
| Avaliações da crítica  | Avaliações da crítica  |
| Fonte                  | Avaliação              |
| ---------------------- | ---------------------- |
| AllMusic               | (disco 1)              |
| AllMusic               | (disco 2)              |
| Notas Musicais         | (discos 1 e 2)         |

O álbum foi aclamado pelos críticos de música. Alvaro Neder do AllMusic avaliou o disco 1 com 4 de 5 estrelas, destacando que as melhores canções são as puras, quentes e fortes, como o samba suingue de "Serrado" e "Flor de Lis", a balada melodia de "Amar é Tudo", o funk-reggae "Azul" e "Seduzir", que possui solos de jazz. No geral, Alvaro destacou que o disco 1 é um típico lançamento de Djavan. Entretanto, ao avaliar o segundo disco, o crítico avaliou-o com 4.5 de 5 estrelas, dando ênfase às baladas pop "Pétala," "Meu Bem-querer," e "Um Amor Puro"; ao reggae "Cigano"; as "funkeadas" "Boa Noite" e "Eu Te Devoro"; a triste "Faltando Um Pedaço"; a versão pop/rock de "Lilás"; e o soul "Acelerou." Ele também destacou que o "animado samba" "Fato consumado" merecia menção especial, por ser interpretada ao violão com um trombone de gafieira sendo acrescentado no fim. Mauro Ferreira do site "Notas Musicais" também avaliou o álbum com 4.5 de 5 estrelas, dando destaque à "explosão de popularidade e vendas" que o álbum obteve.

### Comercial
O álbum foi um sucesso de vendas, recebendo certificado de diamante, por vendas que excederam 1 milhão de cópias, tendo a junção do volume 1, que recebeu certificado duplo de platina, e do volume 2, que também recebeu certificado de platina duplo.

## Faixas
Todas as faixas escritas e compostas por Djavan, exceto "A Carta" que foi co-escrita por Gabriel o Pensador. 
| CD1            |                  |         |  |
| N.º            | Título           | Duração |  |
| 1.             | "Samurai"        | 5:30    |  |
| 2.             | "Azul"           | 4:19    |  |
| 3.             | "Meu Bem-Querer" | 4:14    |  |
| 4.             | "Nem Um Dia"     | 5:35    |  |
| 5.             | "Álibi"          | 3:33    |  |
| 6.             | "Cigano"         | 5:07    |  |
| 7.             | "Serrado"        | 4:58    |  |
| 8.             | "Oceano"         | 3:37    |  |
| 9.             | "Açaí"           | 4:32    |  |
| 10.            | "Fato Consumado" | 3:39    |  |
| 11.            | "Flor de Lis"    | 3:56    |  |
| 12.            | "Amar é Tudo"    | 3:32    |  |
| Duração total: | Duração total:   | 52:32   |  |

| CD2            |                      |         |  |
| N.º            | Título               | Duração |  |
| 1.             | "Faltando Um Pedaço" | 4:27    |  |
| 2.             | "Esquinas"           | 4:28    |  |
| 3.             | "Eu te Devoro"       | 5:08    |  |
| 4.             | "Seduzir"            | 4:49    |  |
| 5.             | "Se..."              | 4:47    |  |
| 6.             | "A Carta"            | 5:49    |  |
| 7.             | "Boa Noite"          | 5:40    |  |
| 8.             | "Sina"               | 4:19    |  |
| 9.             | "Pétala"             | 4:21    |  |
| 10.            | "Lilás"              | 4:33    |  |
| 11.            | "Acelerou"           | 4:43    |  |
| 12.            | "Um Amor Puro"       | 5:26    |  |
| Duração total: | Duração total:       | 58:30   |  |

### Edição CDs simples
CD 1
1. Samurai
2. Nem um Dia
3. Oceano
4. Açaí
5. Serrado
6. Flor de Lis
7. Amar é Tudo
8. Azul
9. Seduzir
10. A Carta
11. Sina
12. Acelerou
13. Um Amor Puro

CD 2
1. Pétala
2. Meu Bem-Querer
3. Cigano
4. Boa Noite
5. Fato Consumado
6. Faltando um Pedaço
7. Álibi
8. Esquinas
9. Se...
10. Eu Te Devoro
11. Lilás
12. Acelerou
13. Um Amor Puro

## Músicos participantes
- André Vasconcellos: baixo e vocais
- Max Viana: guitarra, violão e vocais
- João Castilho: guitarra, violão e vocais
- Carlos Bala: bateria
- Paulo Calasans: teclados
- Marcelo Martins: sax e flauta
- Walmir Gil: trompete e flugelhorn
- François Lima: trombone
- Beth Bruno, Cecília Spyer e Flávia Virgínia: vocais de apoio em "Boa Noite", "Se..." e "Sina"

## Ficha técnica
- Produzido por: Djavan
- Assistente de produção: Max Viana
- Coordenação de produção: Bruno Batista
- Produção executiva: Mara Rabello
- Direção Artística: Ronaldo Viana
- Unidade móvel de gravação: ARP/Roberto Marques
- Engenheiros de gravação: Márcio Gama e Zorro
- Engenheiro de gravação e mixagem: Márcio Gama
- Edições Pro-Tools: Lulu Farah e Florencia Saravia
- Assistentes de estúdio: Max Almeida, Eduardo Carvalho e Sérgio Silva
- Programação looping em "Acelerou": Renato Fonseca
- Masterização: Ricardo Garcia / Magic Master
- Engenheiro de Áudio (P.A.): Enrico De Paoli
- Projeto gráfico: Gualter Pupo e João Bonelli
- Coordenação gráfica: Carla Framback
- Fotos: Márcia Ramalho
- Fotografia adicional: Daniela Dacorso